# Feodor von Francken-Sierstorpff
Feodor (Friedrich) Graf von Francken-Sierstorpff (* 29. Juli 1816 auf Schloss Koppitz; † 24. Dezember 1890 in Breslau) war ein deutscher Rittergutsbesitzer und Verwaltungsbeamter.

## Leben
Feodor von Francken-Sierstorpff stammte aus dem Adelsgeschlecht Francken-Sierstorpff. Er wurde als Sohn des Rittergutsbesitzers Friedrich Wilhelm Graf von Francken-Sierstorpff und dessen zweiter Ehefrau Mathilde Hentschel von Gilgenheimb (* 1797; † 1870), Schwester der ersten Ehefrau Leopoldine, geboren. Nach dem Besuch der Ritterakademie Liegnitz studierte er an der Universität Bonn Rechtswissenschaften. 1837 wurde er Mitglied des Corps Borussia Bonn. Nach dem Studium wurde er Herr auf Schloss Koppitz. Von Francken-Sierstorpff  war Landschaftsdirektor. Er war Major a. D. und beteiligte sich aktiv am Deutschen Krieg und Deutsch-Französischen Krieg.
Er war verheiratet mit Klara Gräfin Henckel von Donnersmarck, Tochter des schlesischen Erb-Mundschenks und Freien Standesherrn auf Beuthen Karl Graf Henckel, Freiherrn von Donnersmarck-Tarnowitz, und der Julie Gräfin Bohlen.
Der Rittergutsbesitzer und Königliche Kämmerer Friedrich von Francken-Sierstorpff (1. Sohn), der Rittergutsbesitzer und Königliche Kammerherr Johannes von Francken-Sierstorpff (3. Sohn), sowie Adalbert von Francken-Sierstorpff (2. Sohn), Sportfunktionär, Philanthrop und markantester Vorkämpfer des deutschen Automobilismus, waren ihre Söhne.